# 오드프랑스

오드프랑스의 위치

오드프랑스(프랑스어: Hauts-de-France)는 프랑스 북부에 위치한 레지옹으로 중심 도시는 릴이며 면적은 31,813km2, 인구는 5,973,098명(2012년 기준)이다. 북쪽과 서쪽으로는 영국 해협, 남서쪽으로는 노르망디, 남쪽으로는 일드프랑스, 동쪽으로는 그랑테스트와 접하며 북쪽으로는 벨기에와 국경을 접한다. 5개 주(노르주, 솜주, 엔주, 우아즈주, 파드칼레주)를 관할한다.
2016년 1월 1일을 기해 시행된 레지옹 개편에 따라 노르파드칼레와 피카르디가 합병되면서 신설되었다. 신설 당시에는 노르파드칼레피카르디(프랑스어: Nord-Pas-de-Calais-Picardie)라는 이름을 사용했다. 노르파드칼레피카르디 레지옹 의회는 2016년 3월 14일에 열린 회의에서 레지옹의 최종 이름을 오드프랑스(Hauts-de-France, "프랑스의 위쪽"이라는 뜻)로 결정했다.

## 갤러리

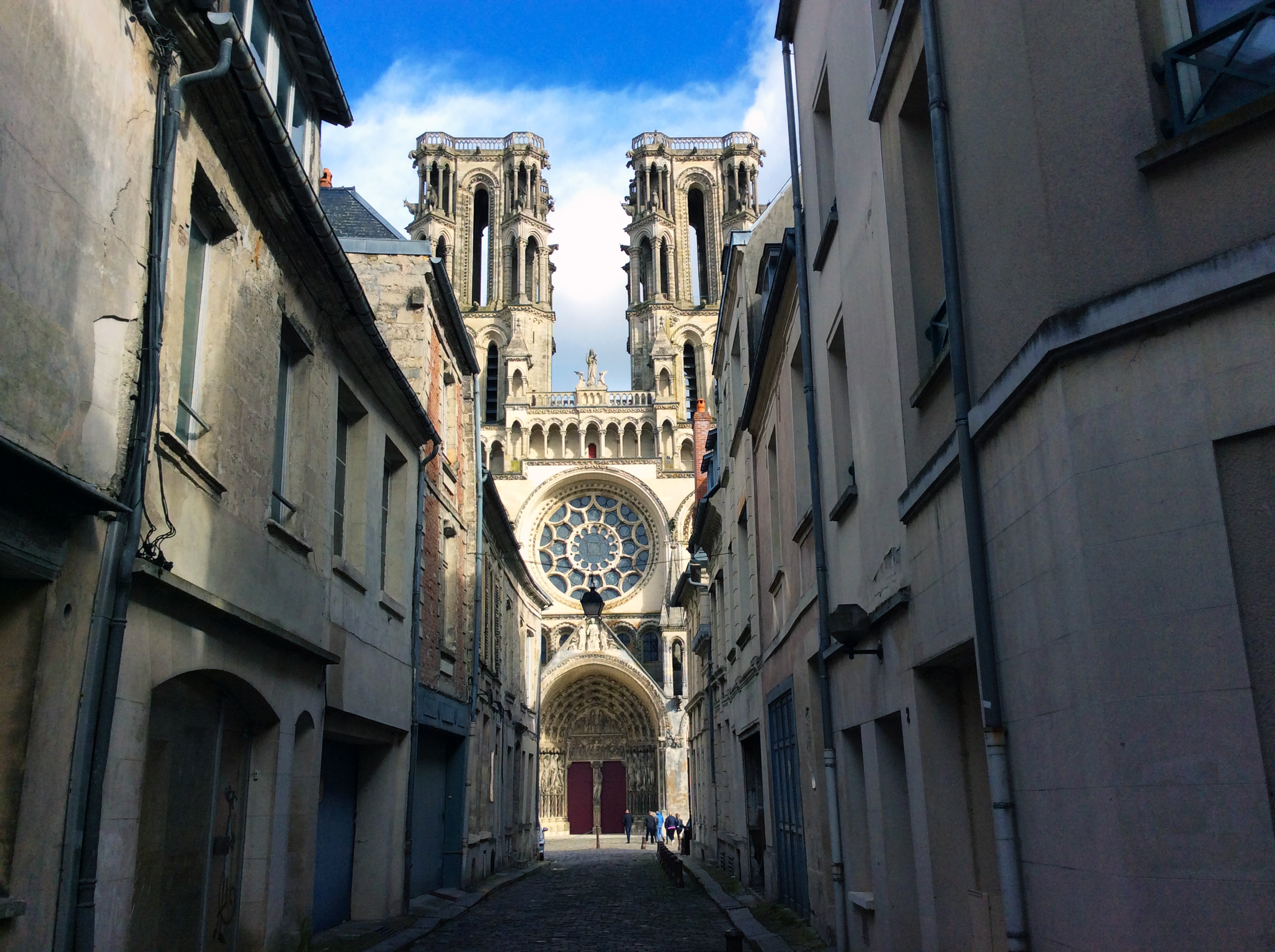
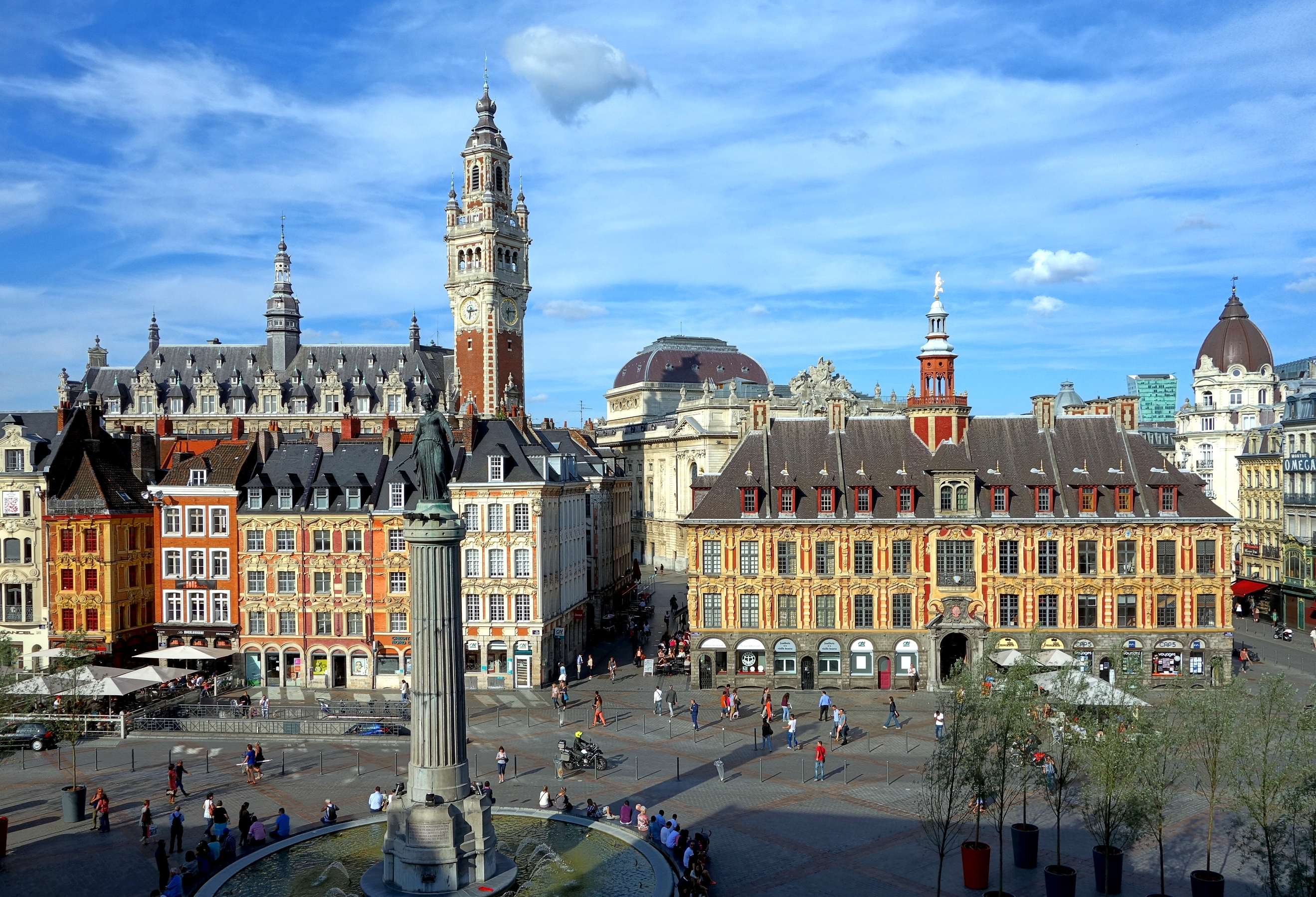
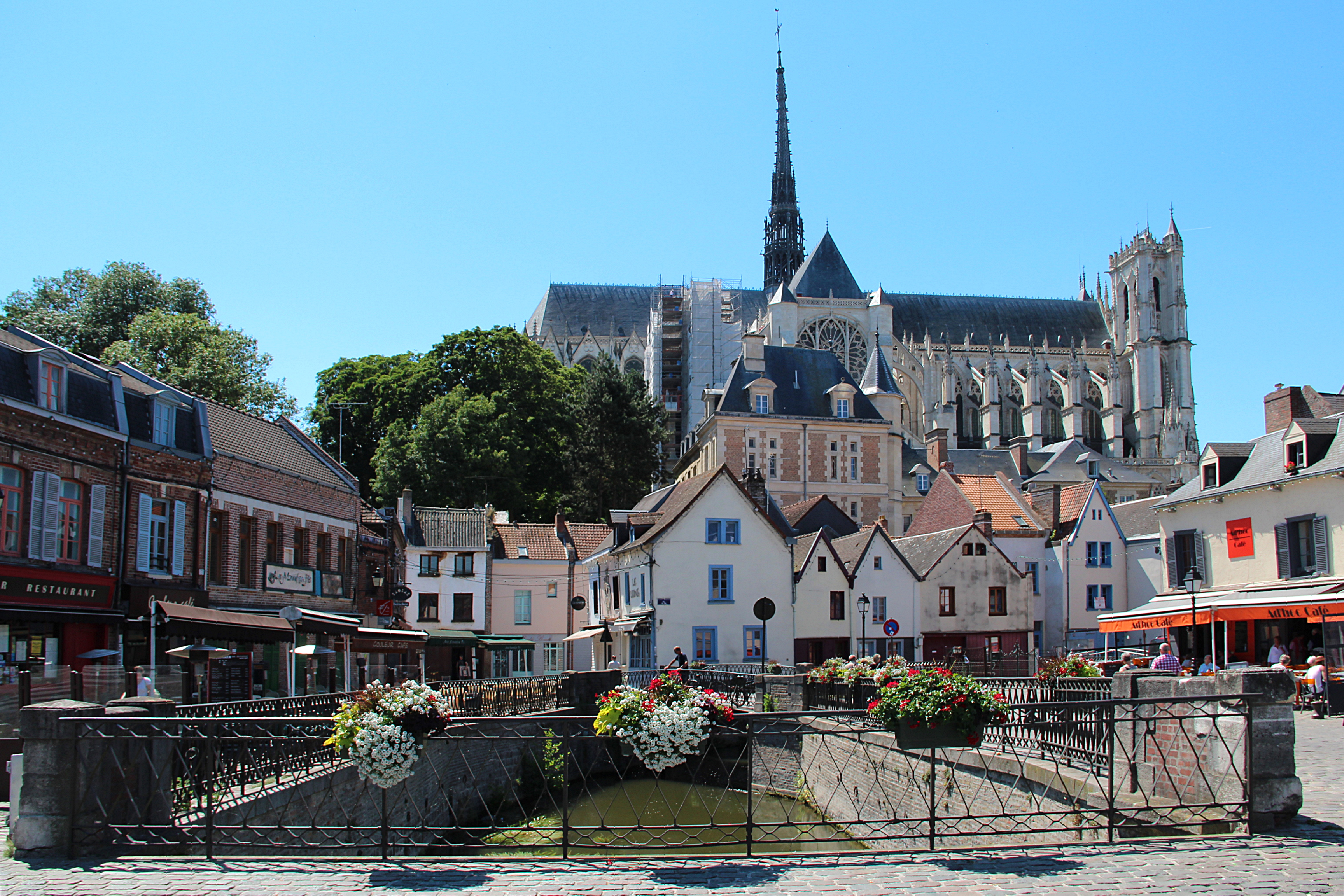
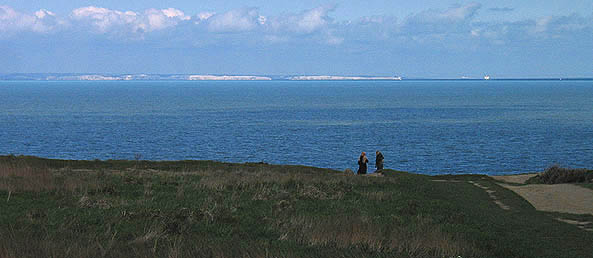

## 같이 보기
- 비미 능선 전투